# Intimidade (álbum de Jorge Camargo)
Intimidade é o quarto álbum de estúdio do cantor brasileiro Jorge Camargo, lançado em outubro de 1999 de forma independente.
O disco, que é um dos mais importantes da carreira de Jorge Camargo, une sonoridades acústicas e eletrônicas. O cantor assinou a produção musical ao lado de Nelson Bomilcar e Marquito Cavalcante.
Em 2015, foi considerado o 34º maior álbum da música cristã brasileira, numa lista compilada por músicos, historiadores e jornalistas e publicada pelo Super Gospel. Mais tarde, foi eleito pelo mesmo portal o 8º melhor álbum da década de 1990.

## Faixas
1. "Estas Canções"
2. "Adorador"
3. "Conexão"
4. "Bondade"
5. "Intimidade"
6. "Vida Plena"
7. "Canto Novo"
8. "Seus"
9. "Fé"
10. "Inspiração"
11. "Sementes de Oração"
12. "Mar do Esquecimento"
13. "Cartas e Letras"
14. "Menor Carente"
15. "Angola"
16. "Jerusalém"